# Balbura fresini
Balbura fresini är en fjärilsart som beskrevs av Jörgensen 1935. Balbura fresini ingår i släktet Balbura och familjen björnspinnare. Inga underarter finns listade i Catalogue of Life.